# 正期
正期係指中華民國軍事教育的學程區分。

## 歷史變遷
現址台灣高雄鳳山之陸軍軍官學校，前身即為廣州之黄埔軍校，「正期」一詞在軍事教育歷史變革為以下四个階段：
- 黄埔第一至第五期：於廣州黄埔島受訓，為期半年至一年半，著重於軍事訓練。
- 黄埔第六至二十三期：大約受訓两年至两年半。
- 黄埔第二十四至二十六期：在高雄鳳山陸軍軍官學校受訓，期程為两年半。
- 黄埔第二十七期之後：仿照西點軍校模式，以四年制軍事教育延用至今。

## 法規摘述
關於「正期」一詞，可参見民國 95 年 5 月10日修正之「軍事學校學生研究生學籍規則」第十五條：高級中學、職業學校畢業或具有同等學力，經各校招生錄取者，得入學大學教育、專科教育之正期班、專科班或同等班隊就讀。
除此之外，民國 96年 2 月 7 日修正之「陸海空軍軍官士官任官條例施行细則」第三條第一款明文规定：陸海空軍軍官學校基礎教育，係指陸海空軍軍官學校或相等校院所實施之正期班或專科班教育而言。
最後，民國 99 年 5 月 5 日修正之「軍事教育條例」第五條第一款：大學教育：以培養國軍指揮、科技及参謀軍官、士官為宗旨；得設立正期班、二年制技術系、四年制技術系或同等班隊。
值得一提的是，在前述「軍事教育条例」之英文版中，「正期」一詞被譯为「完整學程班隊」（A Full-Term Class）。是故，所谓正期生，並不完全意味著其在軍事院校就學時間的長短，而是著重其為當代軍事教育之主流，且接受當时正規完整之軍事基礎教育。

## 换算方式
依畢業西元年為基准，即可輕易换算某位黄埔軍官為正多少期，換算公式：畢業西元年﹣1911﹣20=正期期別。舉例而言，中華民國某位陸軍軍官剛畢業於西元 2025年，以西點軍校稱謂風格为：2025年班；減去1911為：民國114年班；再減去 20 即為正94期。同理可推，即將在2025年6月畢業，現為大四軍校學生為正 94期；依此類推，大三為正 95期，大二為正96期，大一為正97期等等。